# Cornelis Cornelisz. van Haarlem
Cornelis Cornelisz. van Haarlem, ook Cornelis Cornelisz. Schilder of Cornelis Cornelisz. Inde Zwan genoemd, gelatiniseerde naam Cornelis Corneliades Harlemensis (Haarlem, 1562 - aldaar, 11 november 1638), was een Noord-Nederlands schilder en tekenaar. Hij was een van de belangrijkste maniëristische schilders in de Republiek der Zeven Verenigde Nederlanden en een belangrijke voorloper van Frans Hals.
Zijn ouders ontvluchtten Haarlem in 1572, toen de Spanjaarden de stad belegerden. Cornelis Cornelisz. bleef achter in Haarlem en werd opgevoed door de schilder Pieter Pietersz., zijn eerste leermeester. Later studeerde hij in Rouen en Antwerpen.
Rond 1603 trouwde Cornelis Cornelisz. met de Haarlemse burgemeestersdochter Maritgen Arentsdr Deyman. In 1605 erfde hij een derde van de bezittingen van zijn vermogende schoonvader.

## Werk
Cornelis Cornelisz. schilderde voornamelijk portretten (van zowel groepen als individuen) en historiestukken. Hij wordt samen met onder anderen Hendrick Goltzius en Karel van Mander gerekend tot de maniëristische school in Haarlem, die sterk beïnvloed was door werken van Bartholomeus Spranger. Aanvankelijk schilderde hij zeer grootschalige werken in een uiterst gekunstelde stijl, waarbij de anatomie van de naakten er verwrongen uitziet. Onder invloed van zijn genoemde vakgenoten kreeg zijn latere werk een natuurlijker karakter.
Hij legde met Van Mander en Goltzius de basis voor de Haarlemse schildersschool. Vermoedelijk ontmoetten zij elkaar in een kleine studieclub of academie, waar naar naaktmodel werd getekend en kunstopvattingen werden uitgewisseld. Als portretschilder, zowel van groepen als van individuen, was hij een belangrijk voorloper van Frans Hals. Ook speelde hij een rol bij het moderniseren van het Sint-Lucasgilde van kunstenaars en kunstambachtslieden.
Werk van Van Haarlem is te vinden in het Frans Hals Museum in Haarlem. Ook het Rijksmuseum in Amsterdam bezit werk van hem, evenals verschillende buitenlandse musea, waaronder het Louvre in Parijs, het Statens Museum for Kunst in Kopenhagen en de Hermitage in Sint-Petersburg.

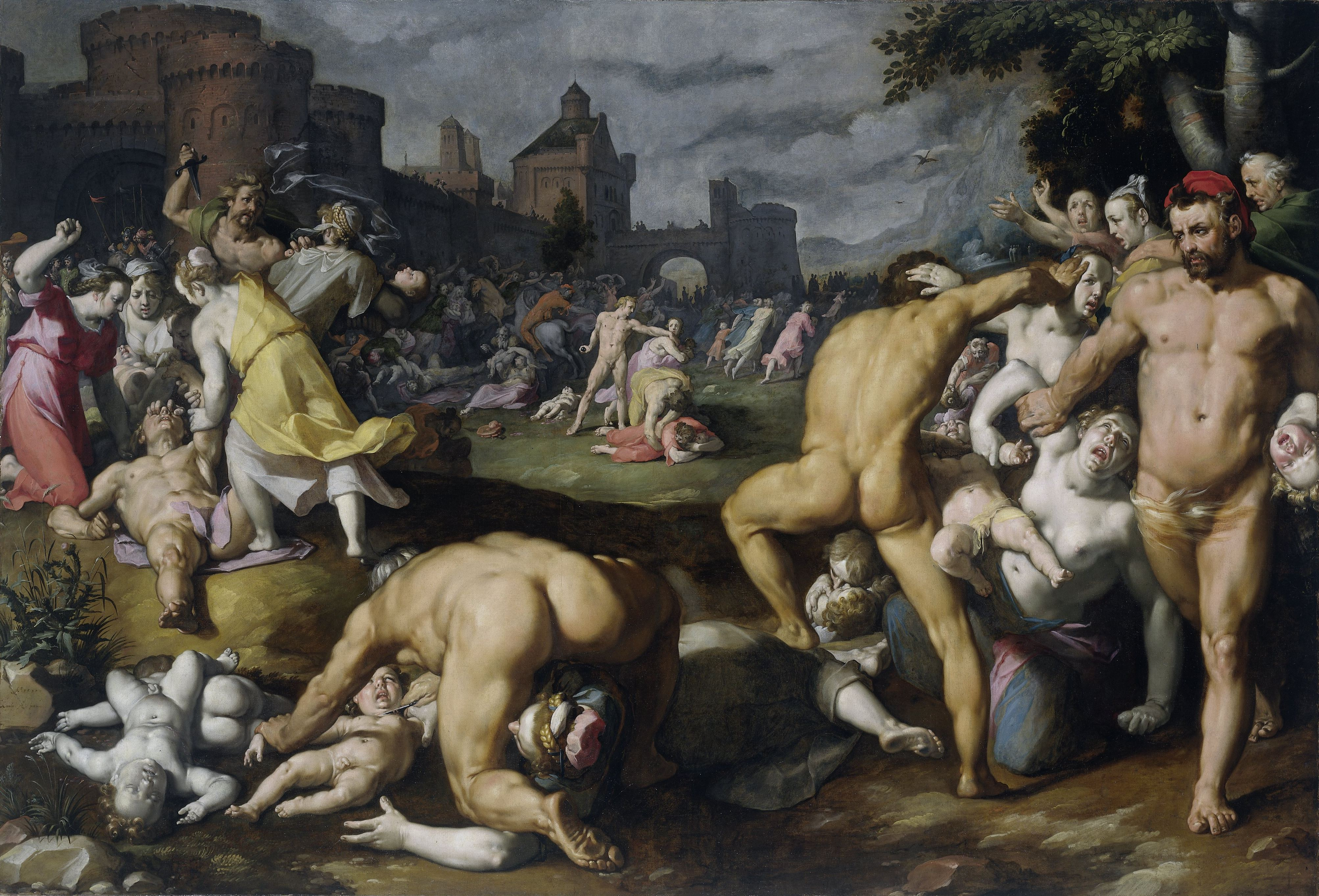
De kindermoord te Bethlehem, 1590, Rijksmuseum, Amsterdam
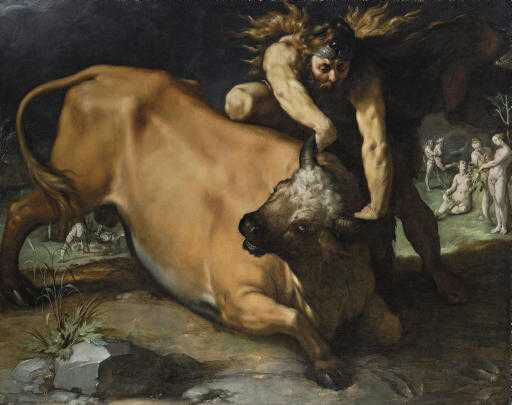
Hercules en Achelous  (particulier bezit)

## Naamgenoten
Cornelis Cornelisz. moet niet verward worden met naamgenoten uit dezelfde tijd, zoals:
- Cornelis Corneliszoon van Uitgeest, ontdekker van de houtzaagmolen
- Zeeheld Cornelis Cornelisz Jol, alias "Kapitein Houtebeen"
- Ontdekkingsreiziger Cornelis Cornelisz Nay.